# پی قیفاووس
پی قیفاووس یک ستاره است که در صورت فلکی قیفاووس قرار دارد.